# Coudekerque-Branche
Coudekerque-Branche (wymowaⓘ) – miejscowość i gmina we Francji, w regionie Hauts-de-France, w departamencie Nord.
Według danych na rok 1990 gminę zamieszkiwały 23 644 osoby, a gęstość zaludnienia wynosiła 2587 osób/km² (wśród 1549 gmin regionu Nord-Pas-de-Calais Coudekerque-Branche plasuje się na 25. miejscu pod względem liczby ludności, natomiast pod względem powierzchni na miejscu 376.).